# 야이타시
야이타시(일본어: 矢板市)는 일본 도치기현 북부에 있는 시이다.
다카하라산의 남쪽 기슭에 있어 산악 지대 및 삼림, 사토야마산에 둘러싸여 있고 호키가와강, 미야가와강, 우치카와강 등의 하천이 북쪽에서 남쪽으로 흐른다. 다카하라산은 옛날에는 산악 종교의 대상이기도 했다. 중부에는 남북으로 작은 언덕이 늘어서 있는 엔나 구릉의 능선 사이에 끼어 있고 미야가와강, 나카가와강, 우치카와강이 흐르는 평지가 있고 논지대가 펼쳐져 있다. 남부는 간토평야의 북단이라고 할 수 있는 평지와 오가와강에 새겨진 작은 언덕의 구릉지에서 시오야정으로 흘러 오는 아라카와강과 접한다. 또 중앙부에서 구릉을 사이에 두고 서부는 호키가와강, 에가와강 유역에 나스노가하라가 있는 평지가 펼쳐져 있어 논지대가 되고 있다.

## 지리
도쿄에서 북쪽으로 약 130km, 현청 소재지 우쓰노미야시에서 북쪽으로 약 30km 떨어져 있고 도호쿠 본선(우쓰노미야선)으로 각각 2시간 30분, 30분이 소요된다. 주된 교통기관은 시역을 남북으로 지난다. 가타오카 지구는 고도 1,000m 지역으로 국도 4호선, 도호쿠 본선(우쓰노미야선), 도호쿠 자동차도, 도호쿠 신칸센이 모인다. 각 교통기관은 이 가타오카에서 구릉지대로 들어가 간토평야에서 나스노가하라로 옮겨 간다.

### 인접한 자치체
- 오타와라시
- 나스시오바라시
- 사쿠라시
- 시오야군 시오야정

## 역사
- 1889년 4월 1일 - 정촌제 시행으로 시오야군 야이타촌, 이즈미촌, 가타오카촌을 설치하였다.
- 1895년 6월 25일 - 야이타촌이 정으로 승격해 야이토정이 되었다.
- 1955년 1월 1일 - 야이타정, 이즈미촌, 가타오카촌을 합병해 야이타정을 설치했다.
- 1958년 11월 1일 - 야이타정이 시로 승격해 야이타시가 되었다.

## 교통

### 철도
- 동일본 여객철도 도호쿠 본선(우쓰노미야선)

### 도로
- 도호쿠 자동차도
- 국도 제4호선
- 국도 제461호선

## 인구
| 연도 | 인구   | ±%    |
| ---- | ------ | ----- |
| 1950 | 31,033 | —     |
| 1960 | 29,085 | −6.3% |
| 1970 | 30,063 | +3.4% |
| 1980 | 32,747 | +8.9% |
| 1990 | 35,603 | +8.7% |
| 2000 | 36,466 | +2.4% |
| 2010 | 35,358 | −3.0% |